# Bassethullia matthewsi
Bassethullia matthewsi is een keverslakkensoort uit de familie van de Acanthochitonidae. De wetenschappelijke naam van de soort is voor het eerst geldig gepubliceerd in 1894 door Bednall & Pilsbry in Pilsbry.